# Fadila
Fadila je žensko osebno ime.

## Izvor imena
Fadila je muslimansko ime, ki izhaja iz moškega osebnega imena Fadil.

## Različice imena
- ženske različice imena: Fada, Fadeta, Fadi, Fadlija

## Pogostost imena
Po podatkih Statističnega urada Republike Slovenije je bilo na dan 31. decembra 2007 v Sloveniji število ženskih oseb z imenom Fadila: 146.